# Ходоров, Яаков
Яаков Ходоров (ивр. יעקב חודורוב‎;
16 июня 1927, Ришон-ле-Цион — 31 декабря 2006) — израильский футболист, вратарь. Один из популярнейших футболистов Израиля, участник более чем 30 матчей национальной сборной, двукратный чемпион страны и обладатель Кубка Израиля. Лауреат Премии Израиля в области спорта (2006).

## Биография
Яаков Ходоров родился в Ришон-ле-Ционе (подмандатная Палестина) в 1927 году. Он был первым сыном в семье иммигрантов из России, прибывших в Палестину с Третьей алиёй. Ребёнок родился нездоровым, двигался с трудом и, по собственным воспоминаниям Ходорова, врачи даже сомневались, стоит ли бороться за его жизнь. Позже, в детском саду, по совету врача мальчик начал усиленно заниматься спортом, в частности, играть в мяч, чтобы развить координацию движений. Регулярные занятия привили Яакову любовь к футболу.
В 15 лет Ходоров поступил в молодёжную команду футбольного клуба «Маккаби» (Ришон-ле-Цион). Первоначально он играл в нападении, но на этой позиции ничего выдающегося не показал, и на одной из тренировок его поставили заменять травмированного вратаря. На воротах Яков играл заметно лучше, и вскоре был сначала переведён во взрослую команду «Маккаби», а затем перешёл в ряды основного конкурента своего первого клуба — ришонского «Хапоэля». В составе «Хапоэля» он стал финалистом Кубка Палестины в 1946 году, сенсационно обыграв в полуфинале одну из сильнейших команд страны — «Хапоэль» (Тель-Авив). После этого сезона тель-авивский клуб переманил молодого вратаря к себе, и уже в 1947 году Ходоров со своей новой командой участвовал в гастролях по США.
С началом гражданской войны в Палестине Ходоров пошёл добровольцем в бригаду «Гивати» и участвовал в боях за мошав Кфар-Урия и за Рамлу. После окончания войны он вернулся в футбол. До начала 1960-х годов Ходоров продолжал выступать за тель-авивский «Хапоэль», отклонив в 50-е году предложение контракта на сумму 50 фунтов в месяц (по тем временам значительную) от лондонского «Арсенала». Выиграв с тель-авивским клубом чемпионат Израиля в 1957 году и Кубок Израиля в 1961 году, в следующем сезоне Ходоров перешёл в команду «Хапоэль» (Рамат-Ган), выступавшую во втором дивизионе израильского первенства, вышел с ней в высшую лигу и через год завоевал второе в карьере чемпионское звание.
В период с 1949 по 1964 год Ходоров также выступал за национальную сборную Израиля, в которой провёл в общей сложности 31 матч. В 1956 год он защищал ворота сборной в ходе матчей против команды СССР в Москве и Рамат-Гане в рамках отбора на Олимпиаду в Мельбурне. Ответную игру в Рамат-Гане он доигрывал со сломанной рукой, но, несмотря на его самопожертвование, израильтяне уступили со счётом 2:1, пропустив советскую сборную на Олимпиаду, которую та затем и выиграла. Вновь Ходоров отличился в рядах сборной на следующий год, в отборочном матче чемпионата мира против команды Уэльса. За время игры он отразил более 150 ударов по воротам, неоднократно останавливая в том числе знаменитого бомбардира «Ювентуса» Джона Чарльза, даже после того, как ближе к концу матча ему сломали нос, но в итоге израильская команда снова уступила, теперь со счётом 2:0. По итогам года Ходоров был назван одним из пяти лучших вратарей мира. Соратник Ходорова по сборной Шая Глазер позже говорил, что тот стоил половины команды.
Игровая карьера Ходорова завершилась в 1965 году. Позже он на короткое время занял пост тренера команды «Хапоэль» (Холон), которой помог выйти в высший дивизион. В течение двух лет он также вёл спортивную колонку в газете «Маарив», участвовал в Шестидневной войне и войне Судного дня, но основным его занятием с 1962 по 2004 год оставалась работа гидом в благотворительной организации Объединённый еврейский призыв. Он также вплоть до восьмого десятка лет жизни вёл активную общественную работу, помогая инвалидам и обучая детей и подростков из неблагополучных районов. Он умер в возрасте 79 лет 31 декабря 2006 года.

## Признание заслуг
Спортивные успехи Яакова Ходорова получили государственное признание. В 1973 и 1998 годах его имя включалось в списки лучших спортсменов за 25 и 50 лет существования Израиля (составлявшиеся, соответственно, газетой «Маарив» и Олимпийским комитетом Израиля. В 1991 году клуб «Хапоэль» (Тель-Авив) назвал его лучшим спортсменом в истории команды. Наконец, в начале 2006 года Ходорову одновременно со знаменитым баскетбольным тренером Ральфом Клайном была присуждена Премия Израиля в области спорта, однако на церемонию вручения премии он не попал, незадолго до этого пережив инсульт.
В 2011 году почта Израиля в серии «Легенды израильского футбола» выпустила марку с изображением Яакова Ходорова. Имя Ходорова с 1 января 2008 года носит тренировочный стадион «Хапоэля» (Тель-Авив).